# Бразилска висораван
Бразилска висораван (порт. Planalto Brasileiro), (Бразилска висија, Бразилски плато или Бразилске планине) је висораван која се простире у источном и средишњем делу Јужне Америке. Захвата простор између 4° јгш на северу и 30° јгш на југу, до приатлантских низија на истоку и линије Маморе-Гран Чако на западу. Северна граница представљена је раседима десних .притока Амазона. Укупна површина висије је око 5 милиона километара квадратних и захвата највећи део државе Бразил.

## Геологија
Бразилска висораван представља остатак најстаријих стена Јужне Америке, тј. Бразилског штита. Основа је изграђена од прекамбријских стена (шкриљац, гнајс, гранит), који до изражаја долазе на истоку и северу. У средишњем делу штит је прекривен палеозојским пешчарима и конгломератима, док се на југу јављају базалтни платои. Висија је највише издигнута у јужном и источном делу и благо је нагнута ка западу. Тектонским покретима херцинске и алпске орогенезе плато је разломљен великим котлинама и удолинама, а затим знатно засвођен, па је примио облик громадних планина.
Морфолошки гледано Бразилска висија није јединствена целина, већ се у њој може издвојити три области. Источнобразилска планинска област („шапада“) обухвата источне делове висије од развођа река Токантис и Сан Франсиско. Основа јој је од прекамбријских стена, а за време херцинске и алпске орогенезе је засвођена и разломљена о чему сведочи низ шапада - Сера Герал до Гојаш, Сера ду Пјауји и др. Издвајају се и планине Дијамантина и Сера Еспињасу, просечних висина 1.000-1.500 метара. Сви токови који се сливају са шапада припадају сливу Атлантског океана.
Западнобразилски степенасти пинеплен („таблејрос“) се развио на палеозојским акумулацијама, а карактеришу га столова узвишења. Рељеф је нагнут од запада ка истоку и рашчлањен је раседима река Тапажос, Шингу и Ирири, као и бројним другим мањим токовима. ово је уједно и најнижи део висоравни са висинама од 250 до 800 метара.
Јужнобразилски вулкански плато обухвата јужне делове висије око реке Паране. Планине су прекривене пешчарима и пресечене интрузијама дијабаза и базалта, док се у нижим деловима јављају и мезозојске акумулације. Простор око Рио де Жанеира је највиши део Бразилске висије. Овде се попут венца нижу планине Сера Мар (1.810 м), Агуљас Неграс (Итаија 2.821 м) и Капарао са највишим врхом висије — Бандеира 2.891 метар. 